# روجر باول (لاعب كرة الريشة)
روجر باول (بالإنجليزية: Roger Powell)‏ هو لاعب كرة الريشة بريطاني، ولد في عقد 1940.